# Andrea Presti
Andrea Presti (Milano, 4 agosto 1987) è un culturista e preparatore atletico italiano.
Ha partecipato per tre volte alla competizione Mister Olympia, manifestazione nella quale si è classificato dodicesimo al termine della sua partecipazione nel 2023.

## Biografia
Figlio di Maurizio Presti, un judoka, ed Ennia Sandrini, Andrea Presti è originario di Endine Gaiano ma cresce a Darfo Boario Terme in Val Camonica, in provincia di Brescia.
Nel 1985 i genitori aprono un centro sportivo a Cividate Camuno e nel 1990 un secondo centro a Darfo Boario Terme ed è lì che inizia ad avvicinarsi al mondo dello sport.
Dall'età di 3 anni intraprende la strada delle arti marziali praticando il judo, prima a livello amatoriale e poi a livello agonistico disputando sia gare di livello nazionale che internazionale. Durante l'adolescenza, divide il suo tempo tra lo studio, frequentando il liceo scientifico Decio Celeri di Lovere, e l'attività sportiva marziale, fino all'età di 19 anni, momento in cui decide di interrompere le competizioni. Nel frattempo, a 16 anni, si avvicina alla pesistica e al culturismo come attività complementari per aumentare le performance da judoka.
All'età di 25 anni decide di intraprendere la strada del bodyduilding. Inizialmente si affida al suo primo preparatore, Piero Nocerino, ex culturista, per poi passare sotto la guida di Alan Baroncini. Il suo coach e preparatore è Mauro Sassi, allenatore con cui ha dichiarato di voler concludere la sua carriera da professionista.
Nel 2015 esordisce nella federazione IFBB da dilettante conseguendo risultati via via crescenti che lo portano a vincere il tesserino da professionista nel 2017 nella federazione IFBB Pro League. Dal 2017 al 2021 si susseguono diversi piazzamenti sul podio che gli consentono di farsi conoscere nel panorama del culturismo internazionale.
Nel 2021, vincendo una gara da professionista ad Estoril, il Mr. Big Evolution Pro, si qualifica direttamente al Mister Olympia, la competizione più importante al mondo dove si sfidano i migliori culturisti a livello globale. Erano 28 anni che un italiano non calcava il palco più importante al mondo nella massima categoria (categoria Open Bodybuiding): gli ultimi furono Mauro Sarni e Flavio Baccianini nel 1993.
Nel 2022, vincendo nuovamente il Mr. Big Evolution Pro di Estoril, si riconferma campione e si qualifica per il secondo anno consecutivo alla competizione Mister Olympia.
Nel 2023, riconferma la qualifica alla massima competizione, posizionandosi al dodicesimo posto, miglior piazzamento di un italiano alla gara dopo la vittoria di Franco Columbu nel 1981.
Nel 2023 costituisce, inaugurandolo poi nel 2024, un ente del terzo settore intitolato al padre, la Fondazione Maurizio Presti, con l'obiettivo di avvicinare i giovani che si trovano in condizioni economiche svantaggiate al mondo dello sport creando una rete di palestre e centri sportivi aderenti.

## Gare disputate e piazzamenti

### Dilettantismo
- 2015 Seccarecci Classic: 1º classificato di categoria e 1º classificato dell'assoluto
- 2015 Notte dei Campioni: 1º classificato di categoria e 1º classificato dell'assoluto
- 2016 Campionati Europei: 2º classificato
- 2016 Campionati Italiani: 1º classificato
- 2017 Arnold Classic USA: 2º classificato
- 2017 Diamond Cup Malta: 1º classificato di categoria e 1º classificato dell'assoluto assoluto (aggiudicazione del tesserino da professionista)
- 2017 Olympia Amateur Spain: 1º classificato di categoria e 1º classificato dell'assoluto

### Professionismo
- 2018 IFBB George Farah Classic – 2º classificato (categoria Open Bodybuilding)
- 2019 IFBB Bigman Weekend Pro - 7º classificato (categoria Open Bodybuilding)
- 2019 IFBB British Grand Prix - 6ºclassificato (categoria Open Bodybuilding)
- 2019 IFBB Mr. Big Evolution Pro - 9º classificato (categoria Open Bodybuilding)
- 2021 IFBB Puerto Rico Pro - 4º classificato (categoria Open Bodybuilding)
- 2021 IFBB Mr. Big Evolution Pro - 1º classificato (categoria Open Bodybuilding)
- 2021 IFBB Mister Olympia – 16º classificato (categoria Open Bodybuilding)
- 2022 IFBB New York Pro -  2º classificato (categoria Open Bodybuilding)
- 2022 IFBB California State Pro - 7º classificato (categoria Open Bodybuilding)
- 2022 IFBB Mr. Big Evolution Pro - 1º classificato (categoria Open Bodybuilding)
- 2022 IFBB Mister Olympia – 16º classificato (categoria Open Bodybuilding)
- 2022 IFBB Big Man Pro - 2º classificato
- 2023 IFBB Empro Pro - 2º classificato (categoria Open Bodybuilding)
- 2023 IFBB Mr. Big Evolution Pro - 1º classificato (categoria Open Bodybuilding)
- 2023 IFBB Mister Olympia – 12º classificato (categoria Open Bodybuilding)
- 2023 IFBB Wings of Strength Romania Muscle Fest - 6º classificato (categoria Open Bodybuilding)
- 2024 IFBB Promuscle Italy Pro - 2º classificato (categoria Open Bodybuilding)
- 2024 IFBB Europa Pro - 2º classificato (categoria Open Bodybuilding)
- 2024 IFBB France Pro - 2º classificato (categoria Open Bodybuilding)
- 2024 IFBB EVLS Prague Pro - 8º classificato (categoria Open Bodybuilding)
- 2024 IFBB Big Man Pro - 5º classificato (categoria Open Bodybuilding)
- 2025 IFBB Huanji China Pro - 2° classificato (categoria Open Bodybuilding)
- 2025 IFBB Flex Weekend Italy Pro - 2° classificato (categoria Open Bodybuilding)